# Ñuu Cohyo
Ñuu Cohyo es el nombre que se ha dado a un Estado que aparece referido en varios códices mixtecos de la época prehispánica. La importancia de este sitio en la historia de la Mixteca radica en que fue gobernado por Cuatro Jaguar, aliado principal de Ocho Venado-Garra de Jaguar, señor de Tututepec y Tilantongo. El apoyo del soberano de Ñuu Cohyo fue crucial para que Ocho Venado se convirtiera en yya de este último ñuu de la Mixteca Alta. 

## Toponimia
Ñuu Cohyo significa Lugar de tules en mixteco. Aparece identificado en los códices por un glifo en el que aparece una greca escalonada policroma, sobre lo que crece una mata de tule. Por ello, algunos autores que han interpretado los códices pixtecos se referían a este sitio como Tula, y de hecho sostenían que la capital tolteca fue aliada de Ocho-Venado. En tiempos más recientes, algunos autores han preferido emplear el topónimo mixteco citado para denominar a este lugar cuya identidad es discutida.

## Identificación

### Tollan-Xicocotitlan
Dado que el Estado que gobernó Cuatro Jaguar es identificado como Lugar de tules en los códices, algunos autores consideraron que se trataba de Tollan-Xicocotitlan, llamada actualmente Tula. Esta ciudad fue capital de los toltecas y se encuentra en el territorio actual del estado de Hidalgo. Alfonso Caso compartía esta opinión, con el argumento de que el auge de Yucu Dzaa (Tututepec) fue contemporáneo del apogeo de los toltecas. 

### Coixtlahuaca
Uno de los mayores centros políticos de la Mixteca en el Posclásico fue Coixtlahuaca. En los lienzos Coixtlahuaca e Ixtlán aparece registrado un personaje con el nombre Cuatro Jaguar. Esto ha dado pie a proponer la identificación de Ñuu Cohyo con Coixtlahuaca. Sin embargo, el personaje referido en los lienzos coloniales citados no tiene el mismo nombre personal, en estos últimos documentos se habla de Cuatro Jaguar-Remolino o Cuatro Jaguar-Jaguar, mientras que en los códices Colombino y Tonindeye (Nuttall) Cuatro Jaguar se identifica por su pintura facial negra. Por lo tanto no se trata de la misma persona.

### Tollan-Chollollan
La hipótesis más aceptada sobre la identidad de Ñuu Cohyo es Tollan-Chollollan (actualmente Cholula de Rivadavia, Puebla). Esta ciudad fue un importante centro político y religioso en Mesoamérica durante varios períodos, pero tuvo una particular importancia durante la época de esplendor tolteca. Su ubicación geográfica en el valle de Puebla-Tlaxcala le confieren el papel como nodo de las relaciones entre el valle de Anáhuac y la Mixteca.